# Saint-Cirq (Dordoña)
Saint-Cirq era una comuna francesa que estaba situada en el departamento de Dordoña, de la región de Nueva Aquitania que el 1 de enero de 2019 pasó a formar parte de la comuna nueva de Les Eyzies como comuna delegada.

## Demografía
| Gráfica de evolución demográfica de Saint-Cirq entre 1800 y 2022 |
|                                                                  |

Los datos demográficos contemplados en este gráfico de la comuna de Saint-Cirq se han cogido de 1800 a 1999 de la página francesa EHESS/Cassini, y los demás datos de la página del INSEE.

## Patrimonio
- Gruta prehistórica «del brujo» (du Sorcier) o Roca de Saint-Cirq): La gruta guarda grabados prehistóricos que datan del Magdaleniense y, en particular, el célebre brujo, figura humana excepcional. Forma parte del lugar patrimonio de la Humanidad declarado por la Unesco llamado «Sitios prehistóricos y grutas decoradas del valle del Vézère.»